# バーベル (魚)
バーベル Barbus barbus （英: Common Barbel）は、コイ亜科の淡水魚である。
バルブス属の他の種の魚と共にバーベルと呼ばれ、Common Barbel として知られる。

## 生態
ヨーロッパから中国に分布し、モロッコやイタリアにも導入されている。

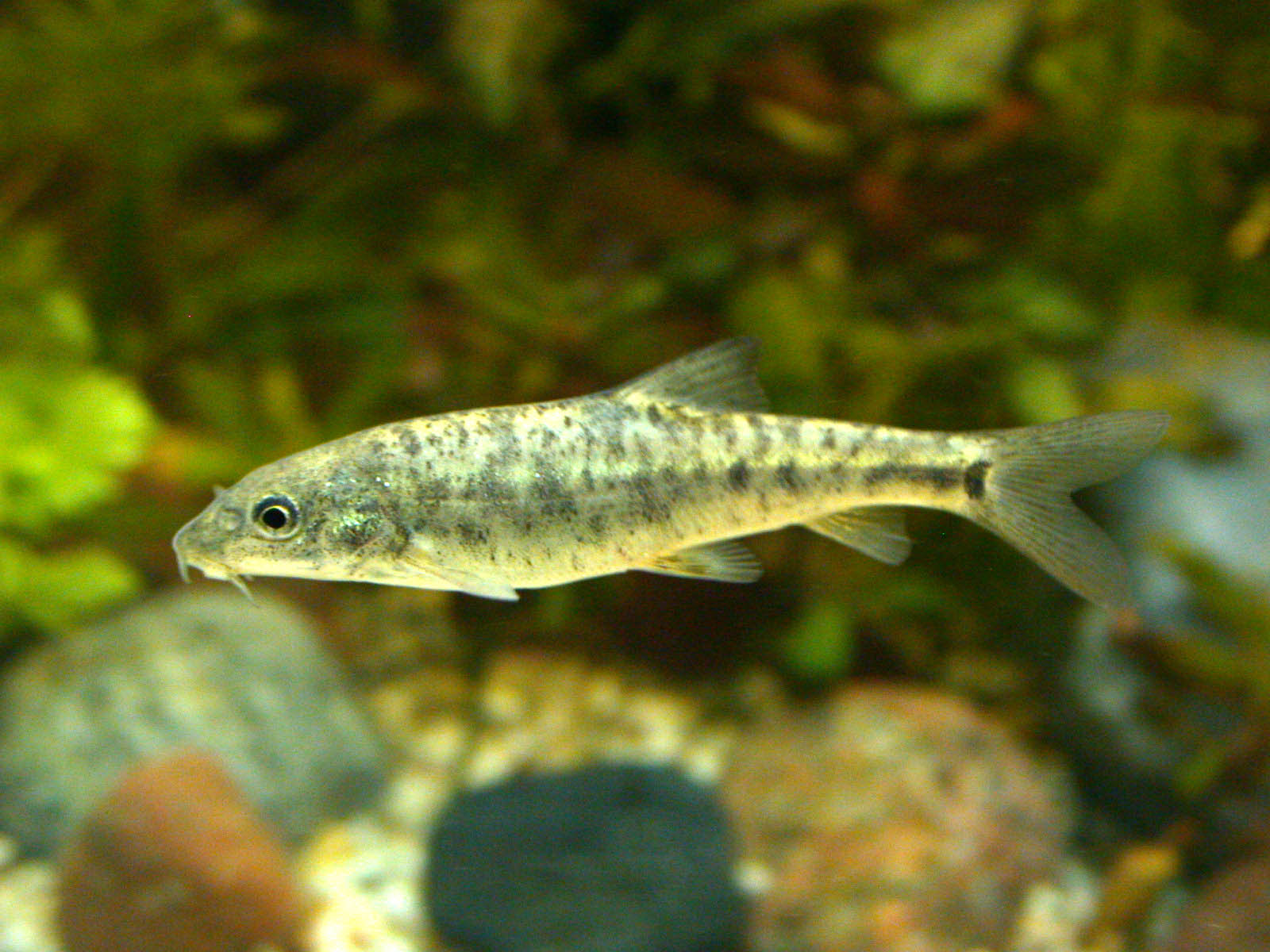
バーベルの幼魚

流れの速い水に棲み、成体は全長1.2m、体重12kgまで成長するが、通常は50-100cm、1-3kg程度である。
体は多少側扁し、色は濃茶色か灰色のまだらである。下面は明るい色で、鰭は赤みがかっている。
開けた水域や川底に住み、川底の岩地や砂地で餌を探す。食性としては甲殻類や昆虫の幼虫、軟体動物などの底生生物を食べる。
雄は3-4年、雌は5-8年で成熟し、5-7月に川を遡って移動し、体重1kgあたり8,000-12,000個の卵を産む。卵は有毒である。
名前や学名に使われるバーベルとは、英語で「魚のひげ」の意味である。英語の伝承では、バーベルはかつて豚魚 (pigfish) と呼ばれていたとされる。

## 寄生虫
- Aspidogaster limacoides[6]